# B-фабрика
B-фабрика (англ. B-factory) — спеціальний прискорювач частинок, що спеціалізується на утворенні та вивченні B-мезонів.

## Принцип роботи
Електрони та позитрони прискорюються на зустрічних кругових орбітах і зіштовхуються так, що енергія зіткнень в системі центру мас становить рівно 10,580 ГеВ. При цій енергії (з певною імовірністю) утворюється резонанс ϒ(4S), який є збудженим станом системи b-кварка з анти-b-кварком. Саме завдяки збігу обставин ця енергія лише на 0,021 ГеВ перевищує ту, що необхідна для отримання двох B-мезонів. Тому резонанс ϒ(4S) майже завжди розпадається рівно на два B-мезони і нічого більше. Каналами його розпаду є {\displaystyle B^{0}{\bar {B}}^{0}} та {\displaystyle B^{+}B^{-}}, що мають приблизно рівну ймовірність (невелика різниця виникає через різницю в масі зарядженого та нейтрального B-мезонів та через кулонівську взаємодію), при цьому два мезони перебувають в сплутаних квантових станах. Маса мезонів Bc, s вже є занадто високою і потребує більшої енергії прискорювача: Bs мезони можна отримати на енергії зіткнень у 10,885 ГеВ, що відповідає резонансу ϒ(5S).
Цікавою є можливість легко «вимкнути» утворення B-мезонів при зовсім незначному зменшенню енергії зіткнення. Це дає можливість вивчати фон інших небажаних частинок, що неминуче утворюються в зіткненнях електронів та позитронів (а також внаслідок взаємодії пучків з матеріалом).

## Вивчення порушень CP-симетрії
Оскільки енергія резонансу Y(4S) лише трохи перевищує енергію спокою двох B мезонів, вони отримують дуже малу кінетичну енергію, тому перебувають майже у стані спокою (в системі центру мас). Щоб спостерігати цікаві ефекти, такі як залежність від часу порушення CP-симетрії, необхідно, щоб B-мезони швидко рухалися та могли пролетіти значну відстань до того, як розпадуться. Цього можна досягти, якщо енергія двох пучків буде різною. Як наслідок, центр маси системи більше не перебуватиме в стані спокою, тому B-мезони рухатимуться разом з ним у бажаному напрямку, що дозволяє виміряти час розпаду шляхом вимірювання координат місця розпаду. Це має вирішальне значення для вимірювання залежних від часу асиметрій CP у системі нейтральних мезонів B у разі розпаду на власні стани CP-симетрії, оскільки у розпаді {\displaystyle \Upsilon (4S)\rightarrow B^{0}{\bar {B}}^{0}} обидва B-мезони квантово заплутані:
{\displaystyle \Psi _{B{\bar {B}}}=1/{\sqrt {2}}\cdot (B{\bar {B}}-{\bar {B}}B).}
Таким чином, момент відліку часу можна визначити як момент розпаду першого з двох B-мезонів, і таким чином виміряти різницю в часі до розпаду другого мезона. Від'ємні різниці в часі також вимірюються в експерименті. Якщо один з мезонів розпадається в кінцевий стан, що не є власним станом CP-симетрії (тобто, такий, що може бути утвореним лише в розпаді {\displaystyle B^{0}}, але не {\displaystyle {\bar {B}}^{0}}, чи навпаки), це дає можливість автоматично визначити, який із двох мезонів був {\displaystyle B^{0}}, а який — {\displaystyle {\bar {B}}^{0}}. Це дає можливість порівняти процеси розпаду мезона та анти-мезона, тобто, виміряти відхилення від CP-симетрії.
Точні вимірювання такого роду на B-фабриках показали, що спостережуване порушення CP-симетрії можна описати комплексною фазою CKM-матриці (матриця Кабібо-Кобаясі-Маскави). Після підтвердження теорії CKM-матриці на B-фабриках BaBar (США) та Belle (Японія), фізики-теоретики Макото Кобаясі та Тошіхіде Маскава, які запропонували цю матрицю, були нагороджені Нобелівською премією з фізики 2008 року.

## Приклади B-фабрик
Двома найвідомішими прикладами B-фабрик є прискорювач РЕР-II Стенфордського центру лінійного прискорювача (SLAC) в Стенфорді (США), що використовувався для експеримента BaBar (припинив роботу 2008 року), та прискорювач SuperKEKB у KEK в Цукубі (Японія), який використовується з 2018 року для експеримента Belle II. Останній є модернізацією експерименту Belle, що працював до 2010 року.

## Вебпосилання
- SLAC. PEP-II: Asymmetric B Factory. Архів оригіналу за 12 жовтня 2014. Процитовано 20. Januar 2013.
- BABAR Collaboration. BABAR Experiment - öffentliche Webseite. Архів оригіналу за 4 лютого 2012. Процитовано 20. Januar 2013.
- KEK. KEKB Webseite. Архів оригіналу за 25 січня 2021. Процитовано 20. Januar 2013.
- Belle Collaboration. Belle Webseite. Архів оригіналу за 24 вересня 2019. Процитовано 20. Januar 2013.
- K. Akai. - SuperKEKB Accelerator Status, 13th Belle II Open Collaboration Meeting. Процитовано 17. Januar 2013.